# Nokia 3250
Il Nokia 3250 è uno smartphone prodotto dall'azienda finlandese Nokia, avente l'insolita caratteristica di poter trasformare la tastiera in una fotocamera da 2.0 megapixel semplicemente ruotandola di 90° ed un pannello di controllo per il riproduttore musicale ruotandola di 180°. Il telefono possiede una memoria di 10 MB espandibile fino a 2 GB con una memory card MicroSD. Questo smartphone è basato sul sistema operativo Symbian OS 9.1.
Il modello tri-band GSM 900/1800/1900 iniziò ad essere venduto nella prima metà del 2006 con un costo di 300 euro.

## Caratteristiche
- Dimensioni: 103.8 x 50 x 19.8 mm
- Massa: 115 g
- Memoria: 10MB, espandibile fino a 2 GB con una memory card MicroSD
- Sistema operativo: Symbian OS 9.1 Series60 v3.0
- Fotocamera: 2.0 megapixel con zoom digitale 4x e possibilità di registrazione video
- Risoluzione display: 176 x 208 pixel, TFT da 262 144 colori
- Durata batteria in chiamata: 3 ore
- Durata batteria in standby: 24 ore (1 giorno)
- Durata batteria ascoltando musica: 10 ore
- Bluetooth e USB
- Client e-mail